# Eskifjörður

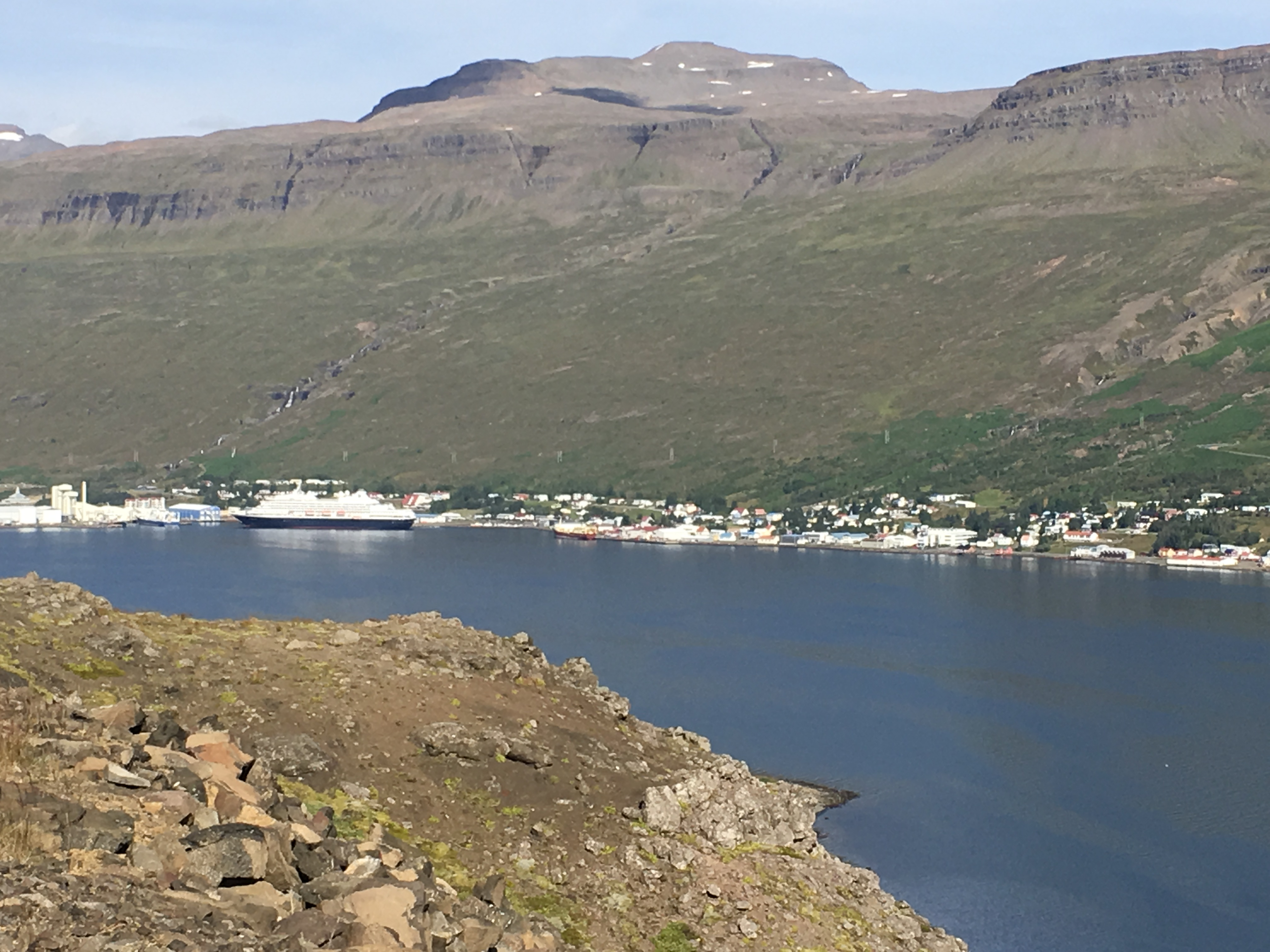
Eskifjörður, med kryssningsfartyget Prinsendam, 2007

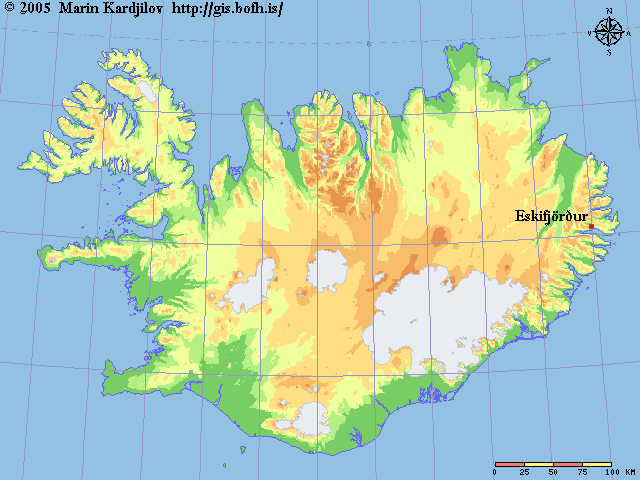
Eskifjörður

Eskifjörður är en tätort  i kommunen Fjarðabyggð på östra Island med cirka 1 052 invånare 2021.Orten ligger på den norra sidan av den 35 km långa fjorden Reyðarfjörður.
Nära Eskifjörður ligger den tidigare islandsspatgruvan Helgustaðir.